# Бакадеуачи
Бакаде́уачи (исп. Bacadéhuachi) — посёлок в Мексике, штат Сонора, входит в состав одноимённого муниципалитета и является его административным центром. Численность населения, по данным переписи 2020 года, составила 979 человек.

## Топонимика
Название Bacadéhuachi происходит из языка индейцев опата, его можно перевести как — вход в тростники.

## История
Поселение было основано в 1645 году миссионерами-иезуитами во главе с Кристобалем Гарсией, как миссия Сан-Луис-де-Бакадеуачи для евангелизации местного населения.